# 海幼兽属
海幼兽属（学名：Puijila）是海豹科下的一个属。本属的达尔文海幼兽发现于北极地区，大约生活在2000万年到2400万年前。

## 下属物种
本属包括以下物种：
- 达尔文海幼兽 Puijila darwini Rybczynski et al., 2009，达氏海幼兽